# Płosków (województwo mazowieckie)
Płosków – wieś sołecka w Polsce położona w województwie mazowieckim, w powiecie łosickim, w gminie Sarnaki.
| SIMC    | Nazwa   | Rodzaj      |
| ------- | ------- | ----------- |
| 0019028 | Płosków | osada leśna |

W latach 1975–1998 miejscowość położona była w województwie bialskopodlaskim.